# ایزابلا هلند
 ایزابلا هلند (انگلیسی: Isabella Holland؛ زاده ۲ ژانویهٔ ۱۹۹۲) یک تنیس‌باز اهل استرالیا است.